# عبدالحمید ریگی
عبدالحمید ریگی (۱۳۸۹–۱۳۵۷) از اعضای گروه شبه‌نظامی گروه (جندالله) و برادر عبدالمالک ریگی، رهبر این گروه بود.
سرپرست وزارت کشور جمهوری اسلامی ایران وی را «مسئول کشتار تاسوکی» معرفی کرده‌است. در این حادثه، دست کم ۲۱ نفر، از جمله مسئولان حراست فرمانداری و یکی از روحانیون دفتر نمایندگی ولی فقیه در استان سیستان و بلوچستان کشته شدند. وی همچنین به درخواست برادرش عبدالمالک، همسرش فائزه منصوری را در خواب با شلیک گلوله به قتل رساند.شهاب منصوری برادر همسر عبدالحمید نیز توسط عبدالمالک ریگی سربریده شد و او فیلم این اقدامش را توسط شبکه العربیه منتشر کرد.در تاریخ ۱۵ ژوئن ۲۰۰۸ رسماً اعلام شد که دولت پاکستان، عبدالحمید ریگی و سه عضو دیگر گروه جندالله را همزمان با ربوده شدن ۱۶ نظامی ایران در استان سیستان و بلوچستان به ایران تحویل داده‌است.
سرانجام او به اتهام محاربه و فساد فی‌الارض از طریق عضویت، هواداری و تلاش مؤثر در شاخه نظامی جندالله، بر اساس حکم صادره از سوی دادگاه انقلاب اسلامی صبح روز دوشنبه ۳ خرداد ۱۳۸۹ در محوطه زندان مرکزی شهر زاهدان به دار آویخته شد. پیش از این بنا بود در ۲۲ تیر ۱۳۸۸ همراه ۱۳ نفر دیگر از گروهک ریگی که اعدام شدند، اعدام شود ولی به دلیل درخواست یکی از مراجع اطلاعاتی که روی پرونده ریگی کار می‌کرد، اعدام نشد و در اختیار این مرجع قرار گرفت تا تحقیقات‌شان تکمیل شود. وی خود نیز به اتهاماتش در ترور غیرنظامیان و نیروهای امنیتی در این استان اعتراف کرده بود و همکاری آمریکا با جندالله در انجام فعالیت‌هایش در ایران را تأیید کرده بود. این در حالیست که وزارت امورخارجه ایالات متحده آمریکا در نوامبر ۲۰۱۰ نام گروه جندالله را به فهرست گروه‌ها و سازمانهای تروریستی از دیدگاه خود اضافه کرد.
پس از اجرای اعدام، پدرخوانده و مادر فائزه و شهاب منصوری (همسر و برادر همسر عبدالحمید ریگی) در جمع خبرنگاران حاضر شدند و ضمن پاسخگویی به سوالات خبرنگاران، عبدالحمید را جنایتکاری بی‌رحم نامیدند که حتی برای خانواده‌اش ارزشی قائل نبوده‌است. آنها همچنین تقاضا کردند که دولت پاکستان در بازگرداندن فرزندان فائزه منصوری و عبدالحمید ریگی به ایران همکاری داشته باشد. فیلم سینمایی شبی که ماه کامل شد به کارگردانی نرگس آبیار و با بازی هوتن شکیبا در نقش عبدالحمید ریگی و الناز شاکردوست در نقش فائزه منصوری که موفق‌ترین فیلم جشنواره فجر سال ۹۷ بود بخشی از زندگی واقعی این دو را به تصویر می‌کشد که موفق به دریافت ۶ سیمرغ بلورین شد.

## اقدامات
فهرستی از اقدامات مجرمانه عبدالحمید ریگی در سیستان و بلوچستان به این شرح است:
1. راهبندی و سرقت مسلحانه؛
2. آدم‌ربایی مسلحانه جاده نوبندیان به چابهار منجر به ربایش ۲۲ نفر؛
3. اقدام مسلحانه علیه پرسنل انتظامی پاسگاه‌های مرزی منجر به کشته شدن جمعی از نیروهای نیروی انتظامی؛
4. ربایش مسلحانه دو تبعه هندی از زاهدان و بریدن گوش یکی از اتباع هندی به قصد اخاذی؛
5. مخفی کردن مسلحانه دو نفر از اتباع ایرلندی و آلمانی؛
6. تهیه و حمل و نگهداری سلاح و مهمات سبک و نیمه سنگین؛
7. تبانی در جهت ربایش یکی از شهروندان متمول تهرانی؛
8. آدم‌ربایی مسلحانه منجر به مرگ سرهنگ کاوه و زاهد شیخی؛
9. آدم‌ربایی مسلحانه چند نفر از کسبه زاهدان به قصد اخاذی؛
10. راهبندی مسلحانه جاده زاهدان به زابل (تاسوکی) که منجر به مرگ ۲۲ نفر از مردم بیگناه و ربایش و مجروحیت تعدادی دیگر شد؛
11. راهبندی مسلحانه جاده بم به کرمان (دارزین) منجر به مرگ ۱۲ نفر از مردم بیگناه؛
12. آدم‌ربایی مسلحانه و سرقت مسلحانه منتهی به مرگ علی رحیم پور در چابهار؛
13. آدم‌ربایی و سرقت مسلحانه دو تن از پرسنل شیلات و خودروی پیکاب در چابهار؛
14. تبانی در جهت ربایش مسلحانه اتباع چینی به قصد اقدام علیه امنیت داخلی؛
15. تحصیل مبلغ ۱۵ میلیارد ریال مال نامشروع از آدم‌ربایی‌ها؛
16. قتل برادر همسرش شهاب منصوری و قتل همسرش فائزه منصوری.

## همسر و فرزندان و خانواده
او در سال ۱۳۷۸ با فائزه منصوری ازدواج کرد. محمدمتین، مونا و مبینا (دوقلو) سه فرزند او هستند. عبدالحمید ریگی قسم می‌خورد که چون به‌شدت تحت تأثیر القائات عبدالمالک قرار گرفته بود دست به چنین جنایتی زده و همسرش را کشته‌است. او بیان می‌کرد که نمی‌دانستم چه اشتباهی را مرتکب می شوم. پس از دستگیری گفته بود اکنون که با حقایق آشنا شدم و فهمیدم که آنچه مالک به ما دیکته و تلقین می‌کرد خواسته‌های آمریکا و انگلیس و حب جاه‌طلبی و دنیا پرستی خودش بود، اگر به من اجازه دهند و مالک را نیز پیدا کنم به خدا قسم می‌خورم قطعه قطعه‌اش می‌کنم. بعد از کشته شدن برادر زنش شهاب منصوری توسط عبدالمالک ریگی در سال ۱۳۸۳، فائزه منصوری نیز توسط عبدالحمید ریگی در سال ۱۳۸۴ در خواب و با شلیک گلوله به قتل رسید و در نیمه‌های شب توسط او و مادرش در پاکستان دفن شد. فائزه در زمان مرگ ۲۳ و شهاب در زمان مرگ ۲۶ ساله بودند. مادرزن او اعظم محسنی‌دوست متولد ۱۳۲۷ است و علاوه بر فائزه و شهاب صاحب ۲ فرزند دیگر نیز می‌باشد و همسر اولش در اثر سکته قلبی فوت کرده‌است. سید محمد موسوی پدرخوانده همسر عبدالحمید ریگی (فائزه) و همسر دوم اعظم محسنی‌دوست است. محمدمتین، مونا و مبینا هم اکنون ساکن تهران هستند. او دوماه بعد از کشتن همسرش، توسط عبدالمالک از گروهک جندالله اخراج شد و حدود سه سال بعد یعنی در ۱۳۸۷ توسط نیروهای دولتی پاکستان بازداشت و تحویل مقامات امنیتی ایران شد و بعد از حدود دوسال بازجویی و محاکمه در ۱۳۸۹ اعدام شد. او یکی از برادران خود را در یک برخورد مسلحانه در منطقه سراوان از دست داد. کوچکترین برادر وی بنام عبدالغفور نیز در یک عملیات انتحاری در قرارگاه نیروهای انتظامی در سراوان کشته شد. برادر کوچکترش عبدالمالک ریگی نیز در ۳۰ خرداد ۱۳۸۹ (چند هفته بعد از خودش) اعدام شد. سه برادر دیگرش عبدالرئوف، عبدالستار و عبدالغنی می‌باشند. پدر و مادرش اغلب همراه گروهک جندالله در کوهستان‌های بلوچستان تردد می‌کردند. پدر ریگی‌ها دو روز بعد از اعلام خبر نادرست اعدام عبدالحمید ریگی در خرداد ۱۳۸۸ به دلیل سکته قلبی می میرد.